# Amanita verna
Amanita verna är en svampart som först beskrevs av Pierre Bulliard (v. 1742–1793), och fick sitt nu gällande namn av Jean-Baptiste de Lamarck 1783. Amanita verna ingår i släktet flugsvampar och familjen Amanitaceae.   Inga underarter finns listade i Catalogue of Life.

## Källor

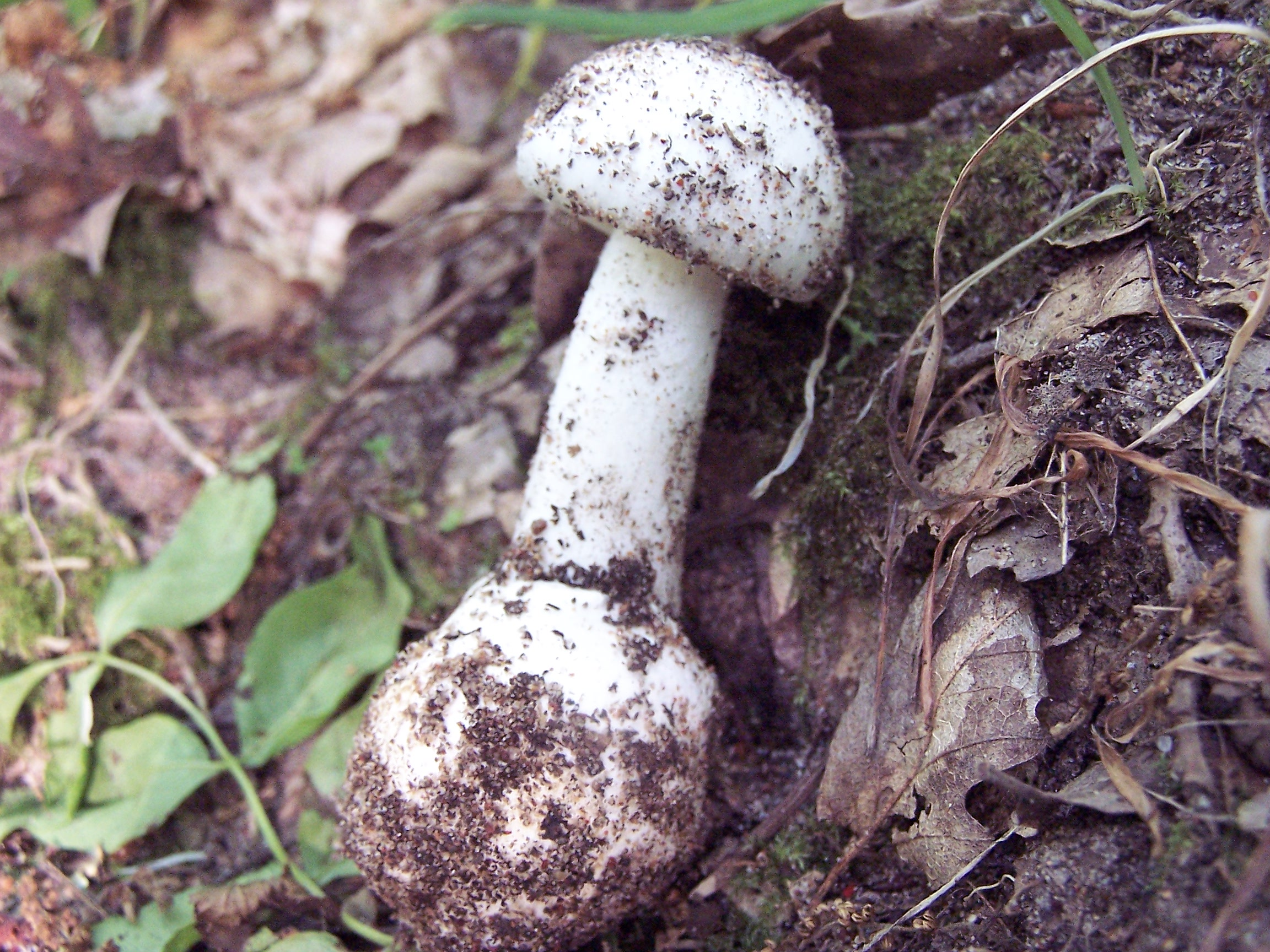
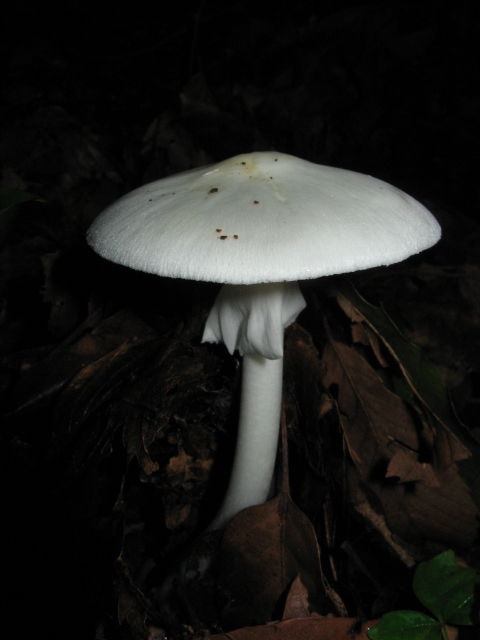
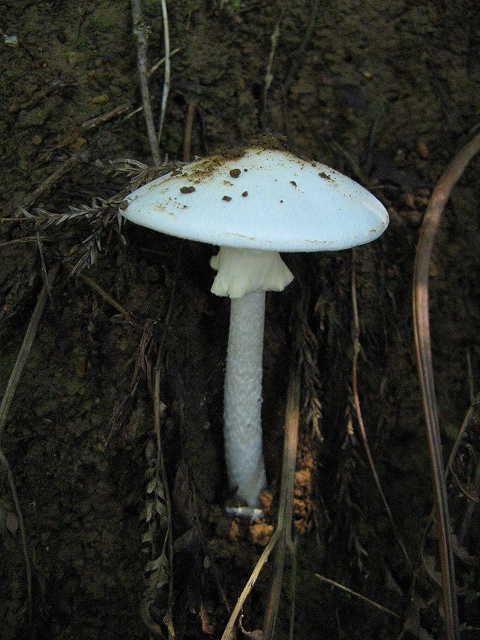